# SB/DV 14 sorozat
Az SB 14 I,, az SB 14a és az SB 14b a Déli Vasút szerkocsis gőzmozdonyai voltak. A 14 I eredetileg az SStB, a 14a Graz-Köflacher Bahn, a 14b a Kaiser Franz Joseph-Orientbahn vasúttársaságoké volt. A mozdonyokat különböző mozdonygyárak gyártották és még építési formájuk is eltért.

## SB 14 I sorozat  (SStB)
Az Osztrák Déli Államvasút 1857-ben beszerzett a StEG Mozdonygyártól 6 db 2B jellegű gyorsvonati mozdonyt a RAUHENSTEIN, BADEN, LIECHTENSTEIN, HIETZING, HETZENDORF és BELVEDERE nevűeket. A Déli Vasút megalapítása után a 270-275 pályaszámokat kapták és a 8 sorozatba kerültek. A BELVEDERE és a HETZENDORF 1863 után Olaszországba került, a RAUHENSTEIN-ot 1864–ben megvásárolta a Hardy cég. A megmaradt három mozdony 1864-ben a 14 sorozatba lett beosztva, majd 1865-ben selejtezték őket.

## SB 14a sorozat (GKB)
A mozdonyokat 1858-ban a Günther Bécsújhelyi Mozdonygyára építette. Ezek a mozdonyok előbb a KFJOB, majd később a Déli Vasút dunántúli és ausztriai vonalépítéseinél anyagvonatokat továbbítottak, a DV mozdonyállagában 1865-ig nem szerepeltek, eredeti megjelölésük nem ismert. Besorolásukkor 1878–ban a DV (SB) felülszámozta a GKB két bányamozdonyát, a LANKOWITZ-ot és a ROSENTHAL-t, és az új 14a sorozat megjelölést, és az addigra selejtezett régi 8 sor. mozdonyok felszabadult psz. csoportját kapták. A vonalépítések befejezése után állomási tartalékként alkalmazták őket, kisebb korszerűsítésekkel. A DV a 14a sorozatba osztotta és a 270-271 pályaszámokat adta nekik. 1924-ben a BBÖ átszámozta őket 14.270 és 14.271-re. A 14.271-et nemsokára selejtezték. A 14.270 tolatószolgálatot látott el és 98.7901 pályaszámon került DRB állományba 1938-ban. 1952-ben selejtezték.

## SB 14b sorozat (KFJOB)
A KFJOB 1858 beszerzett hat B tengelyelrendezésű szertartályos mozdonyt anyagvonati mozdonynak. Ezeknek sem nevük, sem pályaszámuk nem volt, 1867-ben, amikor a Déli Vasúthoz kerültek, az látta el pályaszámokkal. A 14 sorozatba osztották őket és a 270-275 pályaszámokat kapták a második számozási rendszerben. Miután a 271 és 273 kiestek, 1878-ban újraszámozták őket 270-273-re. A mozdonyokat átépítették, egyben átsorolták a 14b sorozatba és helyiérdekű vonalakon szolgáltak. 1884 és 1888 között selejtezték őket.

## Fordítás
- Ez a szócikk részben vagy egészben  a   SB 14 című német Wikipédia-szócikk fordításán alapul.  Az eredeti cikk szerkesztőit annak laptörténete sorolja fel. Ez a jelzés csupán a megfogalmazás eredetét és a szerzői jogokat jelzi, nem szolgál a cikkben szereplő információk forrásmegjelöléseként.